# Ratel S
Pour les articles homonymes, voir Ratel (homonymie).
Le Ratel S est un véhicule terrestre sans pilote (UGV) à roues ukrainien, apparu en 2023. Il est utilisé au combat par l'armée de terre ukrainienne pour se défendre contre les forces d’invasion de la Russie, qui a agressé par surprise l’Ukraine en février 2022 et qui occupe toujours une partie de son territoire.

## Conception
Le Ratel S est un véhicule électrique à quatre roues motrices, adapté au tout-terrain. Sa principale qualité est sa discrétion, car l’engin électrique n’est vraiment pas grand : moins de 60 cm de long, et une vingtaine de centimètres de haut. Son corps ultraplat le rend assez bas sur ses roues pour passer sous les véhicules et frapper un char d'assaut sous sa caisse, là où le blindage est généralement le plus fin. Selon le chef de l'équipe de développement, Taras Ostapchuk (en français : Taras Ostaptchouk), le drone est discret, tout-terrain. Il peut bondir jusqu'à 25 centimètres de haut[réf. nécessaire], ce qui lui permet de franchir certains petits obstacles. « [Le Ratel S] peut traverser les mêmes terrains qu'une Jeep », a souligné Ostapchuk (en français : Ostaptchouk). Il a ajouté que les retours des soldats l'ayant testé étaient très positifs,. Ostapchuk a déclaré que le drone peut manœuvrer efficacement sur un terrain sablonneux,. Mais sa petite taille est aussi un inconvénient : on ne peut pas s’attendre à ce que le Ratel S soit très efficace en tout-terrain. Ses petites roues auront du mal à résister aux herbes hautes, à la terre ou à la neige.
Il peut parcourir le champ de bataille à une vitesse maximum de 24 km/h,,,,,, selon Defense Express, une compagnie partenaire des industries ukrainiennes et polonaises de défense, et sa portée opérationnelle est de 5 à 6 km,,, avant que ses batteries soient déchargées. Viktoriia Kovalchuk (en français :  Viktoriia Kovaltchouk), la porte-parole de Brave1, a déclaré que le drone peut fonctionner pendant 40 à 50 minutes à une vitesse moyenne ou jusqu’à deux heures à une vitesse plus lente. Cela signifie qu’il n’a pas à choisir le chemin le plus direct vers la cible. Il peut également être utilisé pour tendre une embuscade.
Il est contrôlé à distance par un opérateur auquel, via une caméra embarquée,,,, il transmet un retour vidéo qui permet à l’opérateur de suivre sa progression sur un moniteur ou avec des lunettes de Pilotage en immersion (FPV à vue subjective),,,. Il peut être accompagné d'un drone aérien, équipé d'un répéteur de signal afin d'augmenter sa portée, qui surveille sa progression,, et vérifie la réussite de sa mission. Ce drone aérien peut aussi servir à contrer le brouillage ennemi. Le Ratel S est moins vulnérable au brouillage et autres interférences électromagnétiques ennemies que les drones volants, vulnérables aux brouilleurs, et permet aux Ukrainiens d'attaquer des cibles ennemies que les drones volants auraient difficilement pu atteindre.

## Armement
Le Ratel S fonctionne de la même manière qu’une petite voiture radiocommandée,,, avec laquelle tout le monde a joué dans son enfance. Il ressemble à un jouet mais c’est un drone kamikaze (ou drone suicide), capable de mettre hors de combat un char d’assaut. Il peut transporter une charge explosive de 40 kg,,. Son châssis comporte un logement pour une mine antichar,,, TM-62 dotée d'une charge de 7,5, à 8 kilogrammes d'explosif. Normalement, l’explosion se produit lorsqu’une chenille de char ou une roue de véhicule heurte le couvercle supérieur de la mine. Cependant, les Ukrainiens ont modifié la mine pour la déclencher à distance,,, lorsque le Ratel S atteint sa cible. Le Ratel S peut aussi emporter deux obus de mortier, de 82 mm, ce qui le rend plus efficace que les petits drones aériens, dont la charge explosive est limitée. Malgré leur allure redoutable, les tanks sont en général à peu près aveugles à leur environnement proche, d’autant plus face à une menace aussi petite et rapide. Il suffit de fixer sur le dos du drone une paire de mines, des obus de mortier, ou n’importe quel explosif disponible et d’envoyer le drone à usage unique se glisser sous la caisse pour mettre hors de combat une cible de grande valeur, comme un char.
Une vidéo de démonstration montre le Ratel S transportant un explosif conduit près d’un petit fourgon non blindé. La cible, quoique peu impressionnante, a été complètement anéantie. Il n’est rien resté de la petite camionnette blanche,. Il est difficile de dire si le Ratel S se comporterait aussi bien contre des cibles blindées, mais il pourrait probablement faire beaucoup de dégâts. Il est certainement assez puissant pour au moins immobiliser un véhicule de combat d'infanterie ou un véhicule blindé de transport de troupes. De plus, la flexibilité du Ratel S signifie qu’il ne serait pas utilisé seulement contre des véhicules, mais qu’un soldat pourrait le conduire jusque dans une position ennemie avant d’exploser, ce qui aurait des résultats assez dévastateurs sur quiconque se trouve à proximité dans la tranchée.
Le Ratel S est un drone « rustique », facile à produire et peu cher,. Son coût à l’unité est estimé entre 2000 et 3000 dollars (entre 2500 et 3000 euros) ce qui est très loin des montants nécessaires pour acheter ou fabriquer certains drones ultra-modernes. Ainsi, le coût d’un drone volant kamikaze turc Bayraktar TB2 est de 5 millions de dollars pièce. Dans la vidéo de démonstration, on peut voir l’un d’entre eux contrôlé avec un contrôleur DJI standard ou une télécommande de type PlayStation.

## Origine du nom
Selon le Kyiv Post, le Ratel S tire son nom d'un mammifère exotique, le ratel (en anglais honey badger, littéralement « blaireau à miel »). C’est un petit animal de la famille des furets, répandu du nord de l’Inde à la Péninsule arabique et dans toute l’Afrique subsaharienne. Le ratel est réputé pour sa ténacité et sa férocité,,. Il est même considéré comme l'un des animaux les plus agressifs au monde.

## Historique
Les drones terrestres ne sont pas nouveaux. Lors de l'invasion de la Finlande par l'URSS en décembre 1939, les Soviétiques ont modifié des chars légers pour les rendre « téléguidables » par un opérateur qui gardait le char en visuel, le lançait sur l’ennemi et utilisait le lance-flammes installé à son bord. La technologie de l'époque, peu fiable, a fait que ces « teletanks » ont vite été abandonnés. Dans le camp adverse, l’Allemagne nazie a aussi utilisé un minichar télécommandé, appelé « Goliath », durant la Seconde Guerre mondiale. Plus récemment, en 2018 et 2019, la Russie a déployé des drones terrestres Uran-9 en Syrie, sans grand succès.
Le Ratel S a été développé par le pôle technologique militaire ukrainien « Brave1 »,,,, qui vise à identifier et à développer des technologies militaires innovantes en Ukraine,, dans le cadre du projet « Armée de drones », une initiative gouvernementale dédiée au développement de l'arsenal de robots sans pilote à bord. Les activités du cluster Brave1 sont parrainées par les ministères ukrainiens de la Transformation numérique, de la Défense, des Industries stratégiques, de l’Économie ainsi que par l’État-major et le Conseil national de sécurité et de défense. Mykhaïlo Fedorov, le vice-Premier ministre ukrainien de l’Innovation, de l’Éducation, de la Science et de la Technologie et ministre de la Transformation numérique,,,,,,,, a déclaré que « Brave1 sert de plate-forme unifiée pour la collaboration entre les entreprises de technologie de défense, l’État, l’armée, les investisseurs, les fonds bénévoles, les médias et tous ceux qui contribuent à faire progresser la victoire grâce à la technologie. ».
Dans ses recherches initiales, l’équipe a d’abord fait une analyse comparative des modèles existants sur le marché. Après avoir examiné 140 concepts de drones terrestres, plusieurs ont été testés et 14 ont été retenus. L’équipe a examiné les options « prêtes à l’emploi » et a fait un travail de prospection auprès de plusieurs entreprises chinoises et lettones. Elle a notamment approché le groupe letton RobotNest qui travaillait sur une idée similaire appelée « projet AGR8 ». Mais les négociations n'ont finalement pas abouti. Ayant décidé qu’aucun modèle existant ne correspondait au besoin, l’équipe a décidé de concevoir son propre drone à roues à partir de zéro. Le cahier des charges sur lequel l’équipe a travaillé est le résultat de l’apport des troupes sur le terrain, qui voulaient un système terrestre sans pilote capable de délivrer à distance une importante charge explosive et qui résisterait aux interférences de guerre électronique ennemies. L’équipe a notamment bénéficié de l’apport et du soutien du 120e bataillon de reconnaissance des forces armées ukrainiennes,. Le fabricant du Ratel S est Stolb.com.ua, une entreprise d’équipement d’éclairage public qui a commencé à fabriquer des engins sans pilote depuis le début de l’invasion de l'Ukraine par la Russie. Dans une interview accordée à TSN.ua, le créateur du drone, Taras Ostapchuk (en français : Taras Ostaptchouk, a déclaré que son développement était une initiative privée et que la production était financée par le crowdfunding.
Le Ratel S a été dévoilé pour la première fois en mai 2023 dans un article sur le site web ukrainien Militarniy, affilié à l’État. Une vidéo le montrait traversant un terrain boueux. Il a été présenté à la télévision ukrainienne, sur la chaîne 1+1 en septembre 2023. Il transportait deux obus de mortier factices. Mykhaïlo Fedorov a publié le 24 octobre 2023 sur son fil X (anciennement Twitter) une vidéo et des images du Ratel S,, en indiquant qu’il avait passé avec succès ses tests d'acceptation sur le terrain,,. Mykhailo Fedorov commentait « Voici un robot kamikaze fabriqué en Ukraine qui fera bientôt trembler les Russes. » Fedorov a déclaré dans un message sur Telegram que la production en masse du Ratel S avait débuté,,. Le drone est désormais opérationnel et prêt à rejoindre les champs de bataille du sud et de l'est de l'Ukraine. Il existe des rapports (non confirmés) selon lesquels il aurait déjà été utilisé au combat.
L'armée ukrainienne affirme avoir détruit avec un Ratel S le pont d'Ivanivske, dans l’est du pays, dans la région de Donetsk pas encore tout à fait contrôlée par Moscou . La destruction de ce pont a porté un coup sérieux à la logistique russe dans la région. Mais selon Charline Hurel, envoyée spéciale de LCI en Ukraine, il est douteux qu’un si petit drone soit responsable de la destruction d'un pont. Même si c'est un outil technologique extrêmement précieux pour les Ukrainiens, certains commentateurs estiment que ce n'est pas forcément ce petit drone terrestre qui a pu faire cela.